# 깡패 수업 3
"깡패 수업 3"는 2000년에 개봉한 대한민국의 영화이다.

## 캐스팅
- 최재성 : 성제 / 강타 역
- 김소명 : 소명 역
- 차룡 : 창규 역
- 김종현 : 광일 역
- 이상훈 : 골통 역
- 김형식 : 들소 역
- 오상훈 : 상태 역
- 이신 : 타구 역
- 박미향 : 미정 역
- 김광수 : 갈치 역
- 신창수 : 똘마니 1 역
- 서지오 : 똘마니 2 역
- 한정현 : 똘마니 3 역
- 이재웅 : 똘마니 4 역
- 박한삼 : 똘마니 5 역
- 김철수 : 인신매매범 똥개 역
- 윤관우 : 인신매매범 찍새 역
- 신준영 : 인신매매범 낚새 역
- 정윤현 : 인신매매범 촉새 역
- 박매희 : 당구장 사내 1 역
- 양승룡 : 당구장 사내 2 역
- 한용주 : 창규비서 역
- 이건 : 황 보스 오른팔 역
- 이창호 : 황 보스 왼팔 역
- 정일원 : 고 회장 부하 1 역
- 양해길 : 고 회장 부하 2 역
- 신동원 : 고 회장 부하 3 역
- 김세환 : 상태부하 1 역
- 김우진 : 상태부하 2 역
- 박효준 : 상태부하 3 역
- 박용팔 : 오십남 역
- 조경자 : 사십녀 역
- 박동룡 : 사채업자 역
- 배은경 : 접대부 마담 역
- 나타샤 : 외국인 접대부 1 역
- 엘레나 : 외국인 접대부 2 역
- 알리오나 : 외국인 접대부 3 역
- 박상현 : 일본인 역
- 국호 : 일본인 역
- 정현모 : 일본인 역
- 서장석 : 일본인 역
- 최명호 : 일본인 역
- 서진원 : 일본무사 역
- 배재일 : 일본무사 역
- 채관석 : 일본무사 역
- 이석구 : 정부 역
- 김미영 : 사채업자애인 역
- 송후섭 : 종업원 역
- 오기환 : 삐끼 1 역
- 장영민 : 삐끼 2 역
- 박경태 : 까페양아치 1 역
- 김병성 : 까페양아치 2 역
- 이승원 : 까페양아치 3 역
- 문혜란 : 태수애인 역
- 제갈욱 : 교도관 역
- 김현인 : 형사 1 역
- 정해준 : 형사 2 역
- 최길호 : 경찰 1 역
- 이국의 : 경찰 2 역
- 오명학 : 황제파 역
- 이현규 : 황제파 역
- 김선길 : 황제파 역
- 박건우 : 황제파 역
- 박성준 : 황제파 역
- 윤대화 : 황제파 역
- 김해성 : 황제파 역
- 전기수 : 황제파 역
- 이남 : 황제파 역
- 김병성 : 황제파 역
- 김재신 : 황제파 역
- 김재남 : 황제파 역
- 백경찬 : 황제파 역
- 김지환 : 황제파 역
- 이승원 : 황제파 역
- 이성석 : 황제파 역
- 김수복 : 고회장 부하들 역
- 김윤성 : 고회장 부하들 역
- 이경원 : 고회장 부하들 역
- 정연태 : 고회장 부하들 역
- 이성수 : 고회장 부하들 역
- 윤경표 : 고회장 부하들 역
- 유용규 : 고회장 부하들 역
- 조영진 : 고회장 부하들 역
- 변재석 : 고회장 부하들 역
- 금종택 : 고회장 부하들 역
- 강형주 : 고회장 부하들 역
- 이봉근 : 고회장 부하들 역
- 독고영재 : 고 회장 역 (우정출연)
- 독고성 : 황 보스 역 (우정출연)
- 김보성 : 황 보스아들 태수 역 (우정출연)
- 송금식 : 이시기와 역 (우정출연)
- 윤다훈 : 조 검사 역 (우정출연)